# Hendrik van Mömpelgard
Hendrik van Montfaucon (- 1367) was een zoon van Wouter II van Montfaucon en van Mathilde van Chaussin. Hij was gehuwd met Agnes, dochter van Reinout van Bourgondië.
Zij hadden volgende kinderen:
- Steven
- Reinard (- 1386)
- Lodewijk (-1362), deken en aartsbisschop van Besançon.

Sinds 1332 trad Agnes al op als regente voor haar mentaal gehandicapte broer Othenin die de titel van graaf van Montbéliard droeg. Bij diens dood, in 1338,  werden diens bezittingen verdeeld onder zijn zusters Agnes, de echtgenote van Hendrik van Montfaucon, en Johanna, die hertrouwd was met Rudolf Hesso van Baden-Baden. Het graafschap Montbéliard en de heerlijkheid Granges werden toebedeeld aan Hendrik, de heerlijkheden Belfort en Héricourt aan Johanna en Rudolf Hesso van Baden-Baden. Hun zuster Adelheid werd in deze verdeling over het hoofd gezien en haar echtgenoot Jan II van Auxerre nam later de wapens op tegen Hendrik om een deel voor zijn vrouw op te eisen. Mits betaling van een som geld, werd het conflict bijgelegd.
In 1340 had Hendrik af te rekenen met een opstand van de stad Montbéliard. Hendrik slaagde erin de opstand te bezweren zonder bloedvergieten. In 1345 verwierf hij de heerlijkheid Clairval, door ruil met Margaretha van Constantinopel, de gravin van Vlaanderen. Zijn zoon Steven zou hem opvolgen als graaf. Hendrik nam aan de zijde van Filips IV van Frankrijk o.a. deel aan de slag bij Kassel (1328) tegen Vlaanderen.